# Puerto de Cabras (México)
Puerto de Cabras es una localidad perteneciente al municipio de Santa Ana Maya, en el estado mexicano de Michoacán de Ocampo.

## Población
Según el censo de 2020, Puerto de Cabras tiene una población de 478 habitantes, de los cuales el 47.7% son hombres (228 personas) y el 52.3% son mujeres (250 personas). El área urbana tiene una extensión de 0.25 km², lo que determina una densidad poblacional de 1900 hab/km²

El 90% de los habitantes profesa la religión católica.

## Educación y salud
La población de Puerto de Cabras está mayoritariamente alfabetizada. En 2020 solo el 8.37% de la población (3.56% de los hombres y 4.81% de las mujeres) era analfabeta, con un grado de escolaridad promedio de 6.5 años.
En el año 2010 estaba clasificada como una localidad de grado alto de vulnerabilidad social. Según el relevamiento realizado, 230 personas de 15 años o más no habían completado la educación básica, —carencia conocida como rezago educativo—, y 200 personas no disponían de acceso a la salud.

## Economía
La población mayor de 12 años ocupada laboralmente ascendía en 2020 al 35.15%. La principal actividad económica de la localidad es la agricultura.

## Costumbres y tradiciones
En Puerto de Cabras se hacen diferentes festividades, las más importantes son el 3 de mayo, día de la Santa Cruz, patrona del lugar y en Navidad.
En las fiestas se hace toda una verbena popular: feria, pirotecnia, peregrinaciones, música de banda, los tradicionales castillos y toritos, además de bailes.